# Tchépélaré (obchtina)
Tchepelare (bulgare : Чепеларе) est une obchtina de l'oblast de Smolyan en Bulgarie.